# Droga wojewódzka nr 777
Droga wojewódzka nr 777 (DW777) – droga wojewódzka w województwie świętokrzyskim o długości 26,3 km łącząca DK77 i DK79 w Sandomierzu z DK74 w Maruszowie. Droga przebiega przez powiaty: sandomierski i opatowski.

## Miejscowości leżące przy trasie DW777
- Sandomierz
- Gierlachów
- Rzeczyca Mokra
- Dwikozy
- Słupcza
- Winiarki
- Winiary
- Zawichost
- Linów